# Ла-Корбьер
Ла-Корбье́р (фр. La Corbière) — коммуна во Франции, находится в регионе Франш-Конте. Департамент — Верхняя Сона. Входит в состав кантона Сен-Совёр. Округ коммуны — Люр.
Код INSEE коммуны — 70172.

## География
Коммуна расположена приблизительно в 330 км к востоку от Парижа, в 75 км северо-восточнее Безансона, в 32 км к северо-востоку от Везуля.

## Население
Население коммуны на 2010 год составляло 100 человек.
| 1962 | 1968 | 1975 | 1982 | 1990 | 1999 | 2010 |
| ---- | ---- | ---- | ---- | ---- | ---- | ---- |
| 142  | 108  | 87   | 95   | 95   | 93   | 100  |

## Экономика

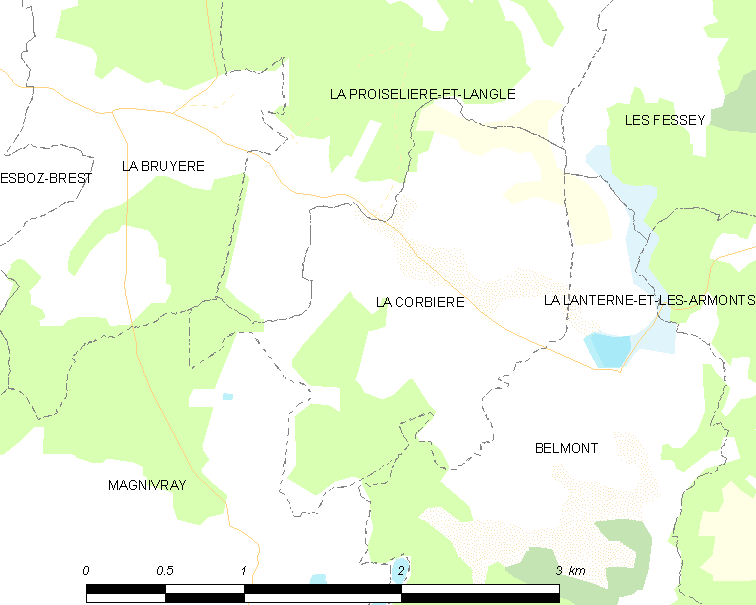
Карта коммуны

В 2010 году среди 64 человек трудоспособного возраста (15—64 лет) 50 были экономически активными, 14 — неактивными (показатель активности — 78,1 %, в 1999 году было 62,3 %). Из 50 активных жителей работали 47 человек (27 мужчин и 20 женщин), безработных было 3 (1 мужчина и 2 женщины). Среди 14 неактивных 3 человека были учениками или студентами, 6 — пенсионерами, 5 были неактивными по другим причинам.